# Florence (Alabama)
Florence – miasto w Stanach Zjednoczonych, w stanie Alabama, siedziba administracyjna hrabstwa Lauderdale.

## Demografia
W 2008 liczyło 37 436 mieszkańców. W 2023 liczba mieszkańców wzrosła do 42 437 osób, a gęstość zaludnienia do 654,9 osoby/km².